# Plateau de Chatham
 (octobre 2012).
Si vous disposez d'ouvrages ou d'articles de référence ou si vous connaissez des sites web de qualité traitant du thème abordé ici, merci de compléter l'article en donnant les références utiles à sa vérifiabilité et en les liant à la section « Notes et références ».

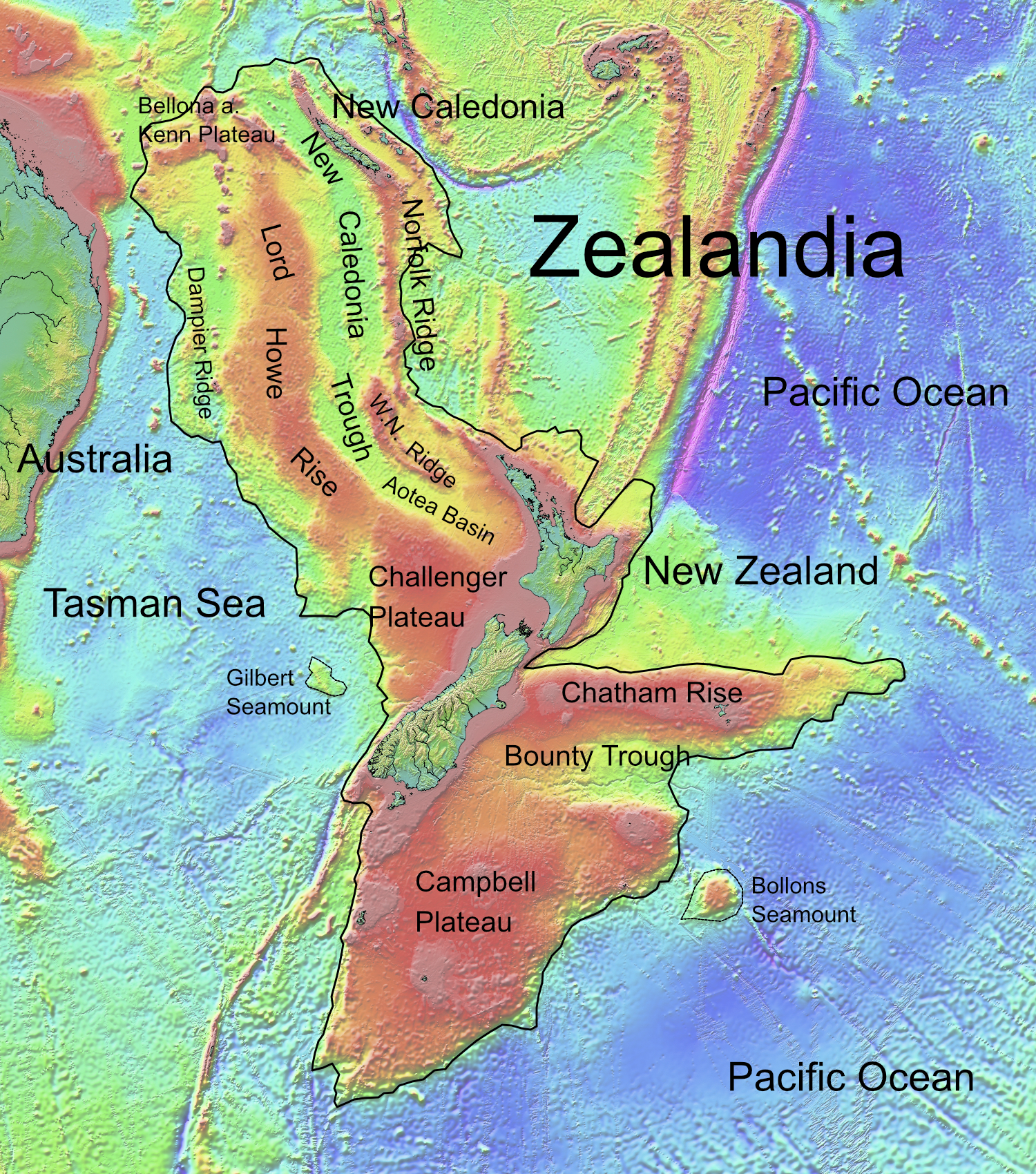
Topographie de Zealandia

Le plateau de Chatham est un plateau à l'est de la Nouvelle-Zélande faisant partie du continent presque entièrement immergé de Zealandia. Il s'étend sur plus de 1 000 km depuis l'île du Sud à l'ouest jusqu'aux îles Chatham à l'est.
Sa profondeur est remarquable, atteignant 1 000 mètres alors que les régions au nord et au sud peuvent atteindre jusqu'à 3 000 mètres, par exemple la fosse de Hikurangi (partie de la fosse des Kermadec près de la côte néo-zélandaise).
Le plateau de Chatham est géologiquement et tectoniquement une extension de l'est de l'île du Sud. C'était terre ferme lors du Crétacé-Paléogène et il faisait partie d'une longue péninsule allant de la Nouvelle-Zélande aux îles Chatham, caractérisée par un environnement volcanique. Les fossiles trouvés sur les îles Chatham démontrent la flore et faune du plateau de Chatham vers la fin du Mésozoïque : forêts dominées par gymnospermes (Araucaria, Mataia et Podocarpus) et Lycopodiopsida. On y trouve également plusieurs angiospermes. Des dinosaures, dont les théropodes, habitaient la péninsule et qui évoluèrent probablement en plusieurs formes endémiques.

## Sources
- (en) Cet article est partiellement ou en totalité issu de l’article de Wikipédia en anglais intitulé « Chatham Rise » (voir la liste des auteurs).
- (en) Stilwell, Jeffrey D.; Consoli, Christopher P.; Sutherland, Rupert; Salisbury, Steven; Rich, Thomas H.; Vickers-Rich, Patricia A.; Currie, Philip J.; Wilson, Graeme J. (2006): Dinosaur sanctuary on the Chatham Islands, Southwest Pacific: First record of theropods from the K–T boundary Takatika Grit. ; Palaeogeography, Palaeoclimatology, Palaeoecology 230: 243–250. doi:10.1016/j.palaeo.2005.07.017